# Баррафранка
Баррафранка (итал. Barrafranca) — коммуна в Италии, располагается в регионе Сицилия, подчиняется административному центру Энна.
Население составляет 13 003 человека (на 2004 г.), плотность населения составляет 248 чел./км². Занимает площадь 53,64 км². Почтовый индекс — 94012. Телефонный код — 0934.
Покровителями коммуны почитаются Пресвятая Богородица (Maria SS. della Stella) и св. Александр I, папа Римский. Праздники ежегодно празднуется 8 сентября и 3 мая.